# Force aérienne slovaque
La force aérienne slovaque (Vzdušné Sily Ozbrojených Síl Slovenskej Republiky) est la composante aérienne des Forces armées slovaques.

## Histoire

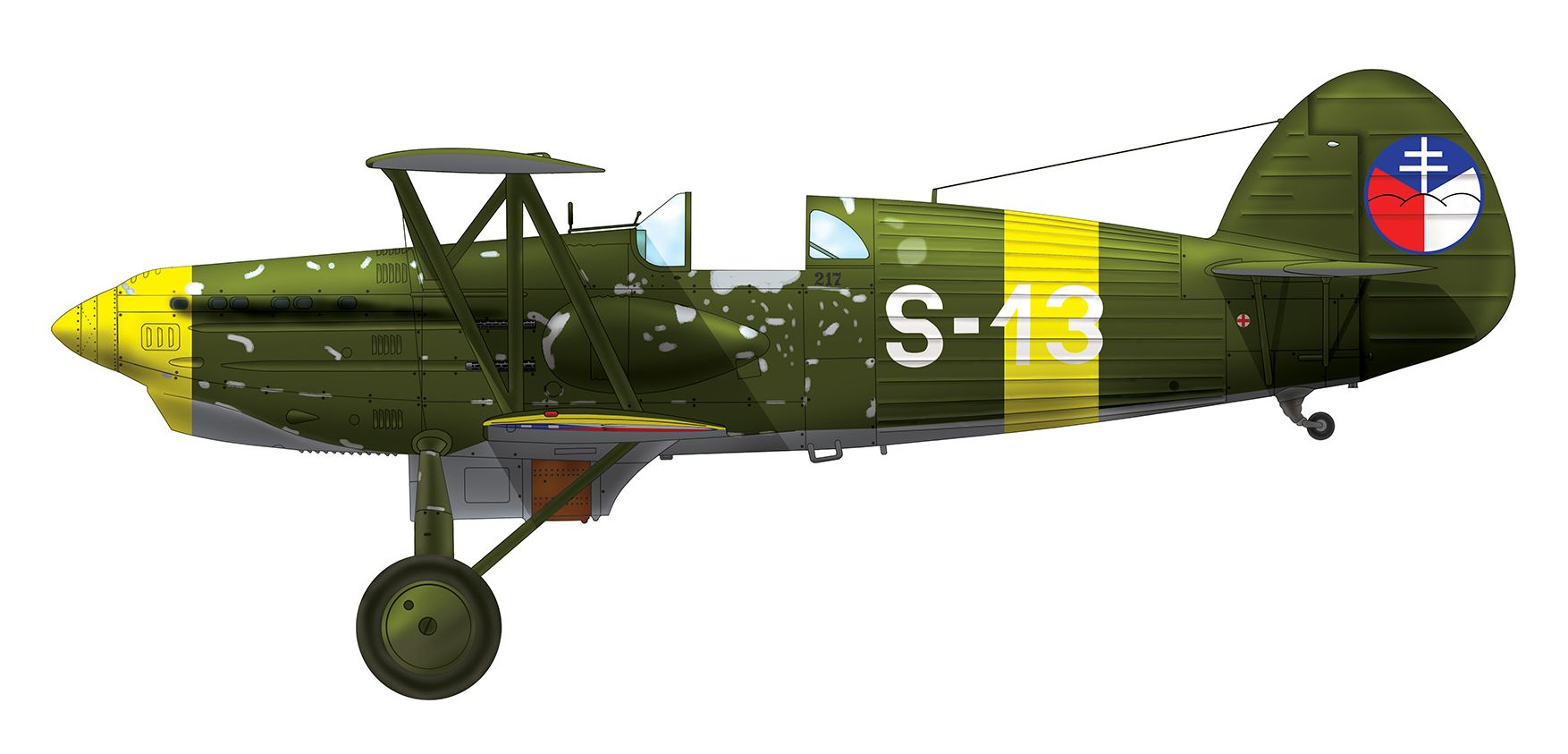
Dessin d'un Avia B.534 qui a réussi la seule victoire aérienne de la force insurgée en abattant un Junkers Ju 52 hongrois.

La première force aérienne de la Slovaquie a été celle de la République slovaque de 1939 à 1945, un état satellite du Troisième Reich. Cette modeste force a participé aux combats sur le Front de l’Est et à la défense aérienne contre les raids Alliés. Durant le soulèvement national slovaque, une Force aérienne insurgée slovaque (sk) composée d'une petite vingtaine d'avions ont lutté contre les forces allemandes alors que le reste de l'équipement soit était évacué en zone occupée par l'Armée rouge soit tombé entre les mains de la Wehrmacht écrasant le soulèvement,.
L'actuelle force a été créée le 1er juillet 1993 à la suite de la dissolution de la Tchécoslovaquie l'année précédente et s'est partagé à l'origine environ un tiers des actifs de la force aérienne tchécoslovaque, principalement des aéronefs de conception soviétique hors avions d'entrainement tchécoslovaques, la force aérienne tchèque récupérant les 2/3 restant. Son principal avion de chasse était le MiG-21 et le MiG-29, et celui d'appui au sol le Soukhoi Su-25. Elle a refusé les MiG-23 qui servirent brièvement donc tous dans l'aviation tchèque jusqu'en 1994.
MiG-29 Début en 2022, seuls cinq UB et un UBS sont considérés comme opérationnels.  13 vont être livré à l'Ukraine en 2023.
Voici sa flotte à sa formation :
| Type d'avion         | Nombre | Notes                                                                   |
| -------------------- | ------ | ----------------------------------------------------------------------- |
| Antonov An-12        | 1      |                                                                         |
| Antonov An-24        | 2      | Un accidenté le 19 janvier 2006                                         |
| Antonov An-26        | 2      |                                                                         |
| MiG-21MA             | 13     |                                                                         |
| MiG-21MF             | 36     |                                                                         |
| MiG-21R              | 8      |                                                                         |
| MiG-21US             | 2      |                                                                         |
| MiG-21UM             | 11     |                                                                         |
| MiG-29               | 9      |                                                                         |
| MiG-29UB             | 1      |                                                                         |
| Sukhoi Su-22M-4      | 18     | 10 vendus à l'Angola entre 1999 et 2001. le reste retiré à la même date |
| Sukhoi Su-22UM-3K    | 3      | 1 vendu à l'Angola entre 1999 et 2001, le reste retiré à la même date   |
| Soukhoï Su-25K       | 12     |                                                                         |
| Soukhoï Su-25UBK     | 1      |                                                                         |
| Tupolev Tu-154B-2    | 1      |                                                                         |
| Yakovlev Yak-40      | 1      |                                                                         |
| Aero L-29 Delfin     | 16     |                                                                         |
| Aero L-39C Albatros  | 8      |                                                                         |
| Aero L-39V           | 2      |                                                                         |
| Aero L-39ZA          | 9      |                                                                         |
| Aero L-39MS          | 2      |                                                                         |
| Let L-410MA Turbolet | 2      |                                                                         |
| Let L-410FG          | 2      |                                                                         |
| Let L-410UVP-S       | 1      |                                                                         |
| Let L-410UVP-T       | 3      |                                                                         |
| Let L-410UVP-E       | 1      |                                                                         |
| Mil Mi-2             | 17     |                                                                         |
| Mil Mi-8T            | 6      |                                                                         |
| Mil Mi-8PS           | 2      |                                                                         |
| Mil Mi-8PPA          | 1      |                                                                         |
| Mil Mi-17Z-2         | 2      |                                                                         |
| Mil Mi-24D           | 8      |                                                                         |
| Mil Mi-24DU          | 1      |                                                                         |
| Mil Mi-24V           | 10     |                                                                         |

## Aéronefs

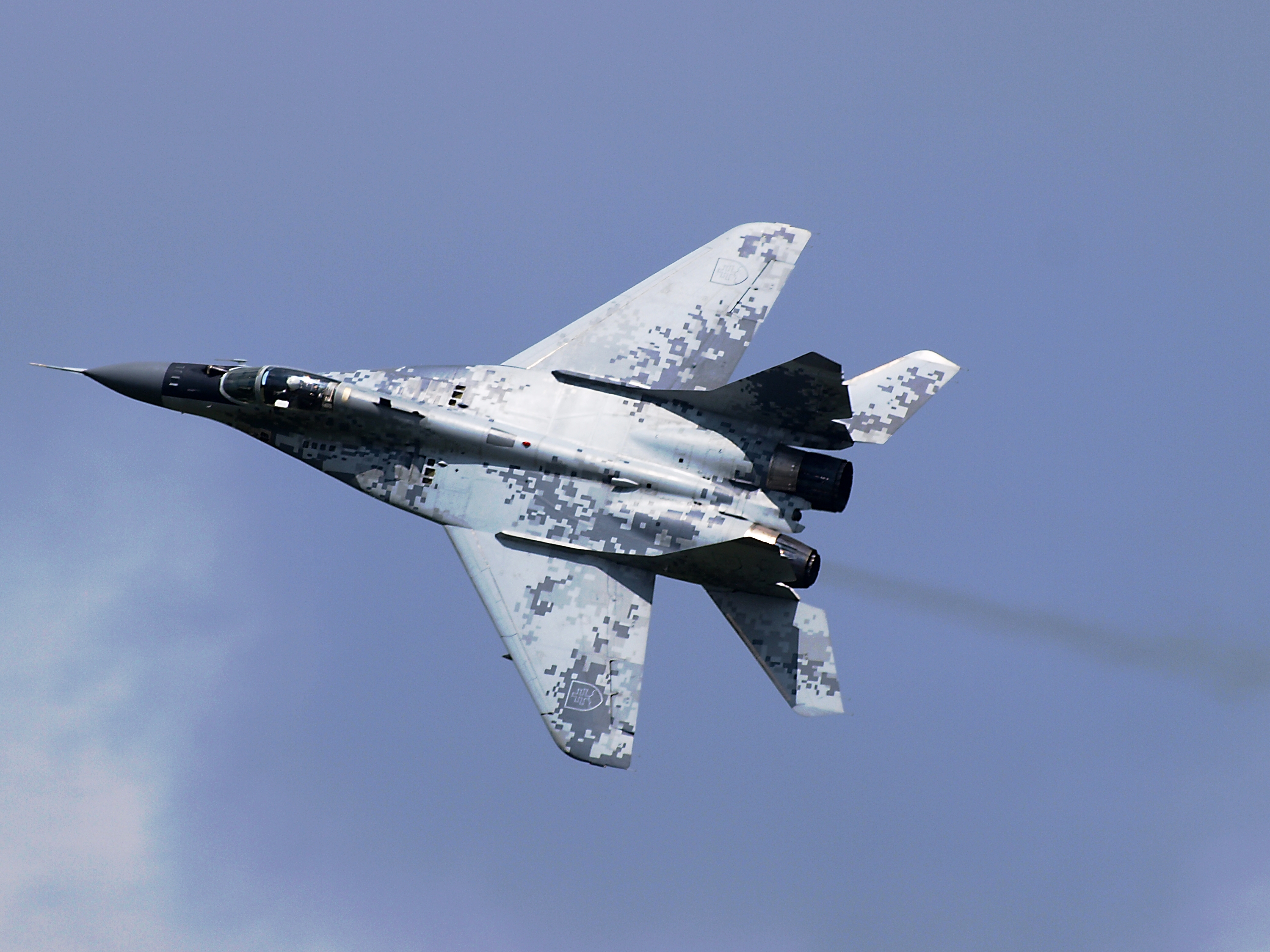
Mig-29A.

| Aéronefs                  | Origine            | Type                          | En service en 2023 | Versions        | Notes |
| Avion de chasse           | Avion de chasse    | Avion de chasse               | Avion de chasse    | Avion de chasse | Avion de chasse                                                                                          |
| ------------------------- | ------------------ | ----------------------------- | ------------------ | --------------- | --- |
| Lockheed Martin F-16      | États-Unis         | Avion multirôle               | 2+12               | F-16V block 70  | 14 F-16V commandés en décembre 2018 pour un montant estimé à 1,589 milliard d'euros.                     |
| Avion de transport        |                    |                               |                    |                 | |
| Alenia C-27J Spartan      | Italie/ États-Unis | avion de transport            | 2                  |                 | |
| Let L-410 Turbolet        | Tchécoslovaquie    | avion de transport léger      | 3 (4 en réserve)   |                 | |
| Avion d'entraînement      |                    |                               |                    |                 | |
| Aero L-39 Albatros        | Tchécoslovaquie    | Avion d'entraînement          | 8                  | L-39CM/ZAM      | |
| Hélicoptère               |                    |                               |                    |                 | |
| Mil Mi-17                 | Union soviétique   | Hélicoptère de transport      | 13                 | Hip H           | |
| Sikorsky UH-60 Black Hawk | États-Unis         | Hélicoptère de transport      | 9                  | UH-60M          | 12 supplémentaire annoncé en décembre 2024 à la place de 12 hélicoptères d'attaque AH-1Z prévus en 2023. |
| Défense aérienne          |                    |                               |                    |                 | |
| 2K12 Koub                 | Union soviétique   | Missile sol-air coute portée  | N/C                |                 | |
| S-300                     | Union soviétique   | Missile sol-air longue portée | 0                  | S-300PMU        | Transféré à l'Ukraine en avril 2022                                                                      |